# ليزلي كامبل
ليزلي كامبل (14 أكتوبر 1902 بسيدني في أستراليا - 19 أغسطس 1970) (بالإنجليزية: Leslie Campbell)‏ هو لاعب كريكت أسترالي.

## وصلات خارجية
- ليزلي كامبل على موقع إي آس بي آن كريك إنفو (الإنجليزية)